# Зибров, Пётр Васильевич
Пётр Васильевич Зибров (23 июня 1925 — 28 ноября 1989) — советский военнослужащий, участник Великой Отечественной войны, полный кавалер ордена Славы, разведчик 215-го гвардейского стрелкового полка (77-я гвардейская стрелковая дивизия, 69-я армия, 1-й Белорусский фронт), гвардии ефрейтор — на момент представления к награждению орденом Славы.

## Биография
Родился 23 июня 1925 года на хуторе Власовка Тарасовского района Северо-Кавказского края (ныне — Ростовской области).
В марте 1943 года был призван в Красную Армию. С июля того же года на фронте. Воевал в пехоте.
10 октября 1944 года подавил огневую точку противника, уничтожил до взвода солдат. Приказом от 6 ноября 1944 года гвардии ефрейтор Зибров Пётр Васильевич награждён орденом Славы 3-й степени.
10 февраля 1945 года подавил пулемёт, разведал расположение огневых средств врага, чем содействовал успеху своего подразделения. Приказом от 7 апреля 1945 года гвардии ефрейтор Зибров Пётр Васильевич награждён орденом Славы 2-й степени.
14 апреля 1945 года проник за передний край обороны противника и умело корректировал оттуда огонь своей артиллерии. 20 апреля в составе группы пробрался в тыл врага близ населённого пункта Шариенхоф 20 км северо-восточнее города Фюрстенвальде, Германия, в завязавшемся бою из автомата поразил свыше 10 противников. Группа захватила в плен много вражеских солдат.
Указом Президиума Верховного Совета СССР от 15 мая 1946 года за исключительное мужество, отвагу и бесстрашие, проявленные на заключительном этапе Великой Отечественной войны гвардии ефрейтор Зибров Пётр Васильевич награждён орденом Славы 1-й степени.
Также награждён Орден Отечественной войны I степени (06.04.1985), медалями «За взятие Берлина» (09.06.1945), «За освобождение Варшавы» (09.06.1945), «За победу над Германией в Великой Отечественной войне 1941—1945 гг.» (09.05.1945).
В 1950 году уволен в запас в звании старшины. Вернулся на родину; с 1961 года жил и работал в Свердловске.
Скончался 28 ноября 1989 года, похоронен на Широкореченском кладбище города.